# Gárnjársuolu
Gárnjársuolu är en ö i Finland. Den ligger i Tana älv och i kommunen Utsjoki i den ekonomiska regionen Norra Lappland och landskapet Lappland, i den norra delen av landet, 1 100 km norr om huvudstaden Helsingfors. Öns area är 8,5 hektar och dess största längd är 0,6 kilometer i sydväst-nordöstlig riktning.